# Yevpatoria

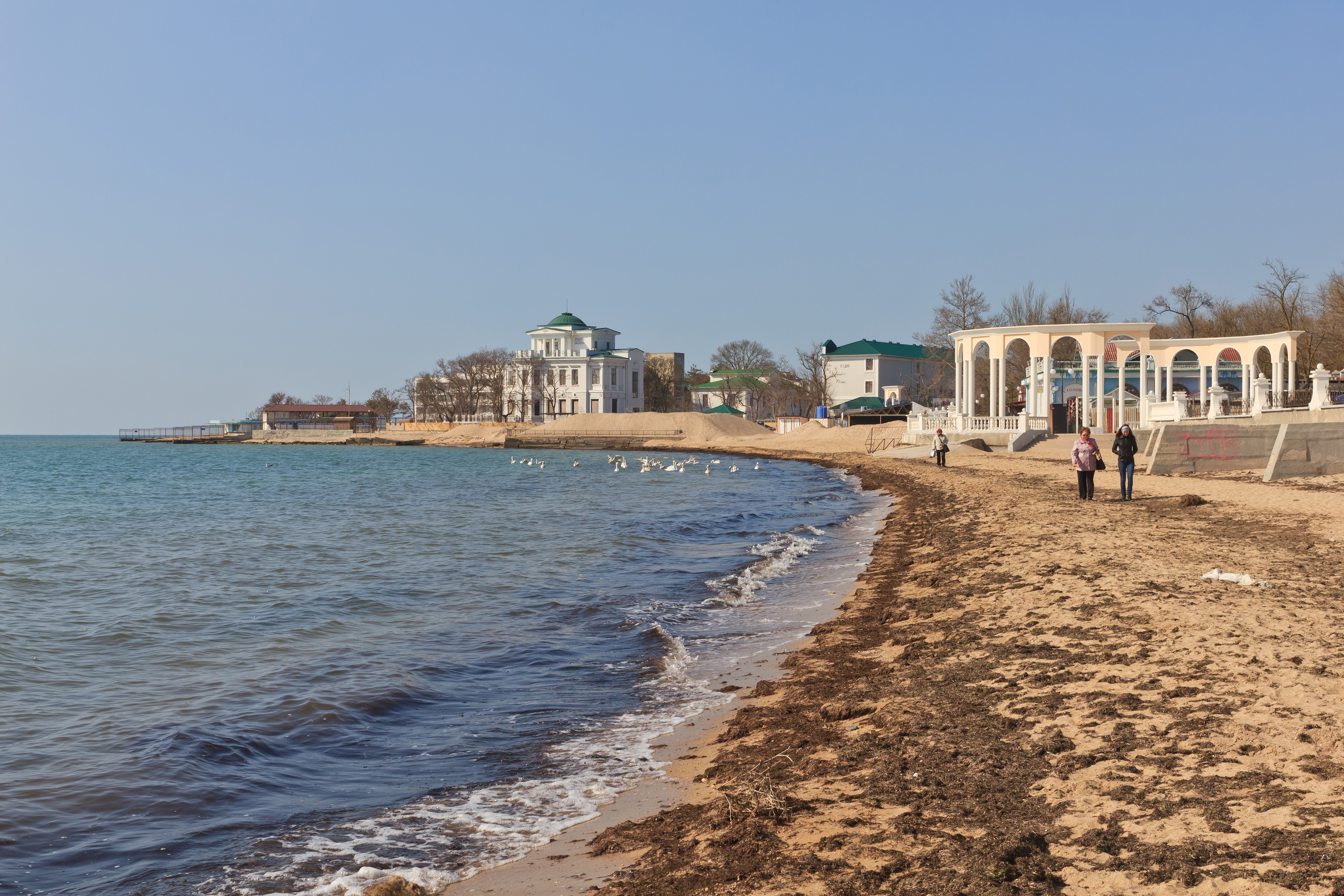

Yevpatoria (tiếng Ukraina: Євпаторія, tiếng Nga: Евпатория, tiếng Tatar Krym: Kezlev, tiếng Hy Lạp: Ευπατορία, Κερκινίτις - Eupatoria, Kerkinitis, tiếng Thổ Nhĩ Kỳ: Gözleve, tiếng Armenia: Եվպատորիա - Yevpatoria) là một thành phố Nga, hiện do Nga quản lí. Thành phố thuộc tỉnh Krym. Dân số theo điều tra năm 2012 là 123.777 người. Thành phố có diện tích km2.
Khu định cư đầu tiên ở khu vực có tên gọi là Kerkinitis (Κερκινίτης), được xây dựng bởi thực dân Hy Lạp khoảng 500 trước Công nguyên. Cùng với phần còn lại của Crimea, Kerkinitis là một phần của DOMINIONI của Mithridates VI, Vua của Pontus, mà từ tên riêng ông, Eupatoria, thành phố được đặt tên theo.